# Soxhlet

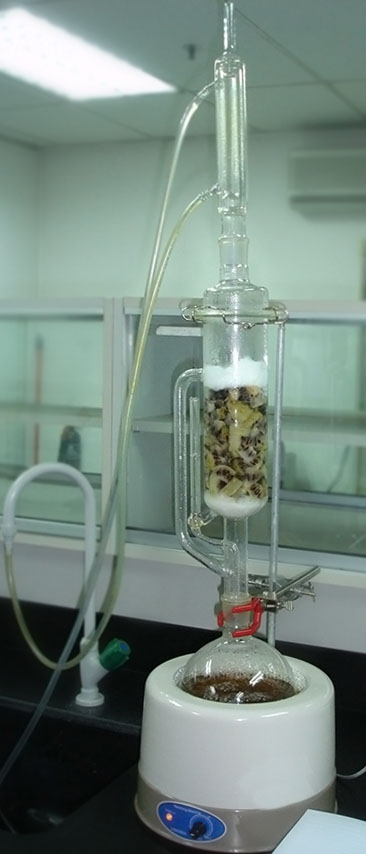
Extração usando o soxhlet

Soxhlet é um aparelho de laboratório inventado em 1879 por Franz von Soxhlet. Ele foi originalmente desenvolvido para a extração de lipídeos de um material sólido.
Este equipamento, utiliza refluxo de solvente em um processo intermitente. O reagente não fica em contato com o solvente. A quantidade de solvente utilizada neste método , é maior do que a quantidade do reagente que está sendo extraido, pois o volume total do solvente deve ser suficiente para atingir o sifão.
Apesar de ter sido criado com a finalidade de extração de lipideos , o método de Soxhlet não se limita a extração de lipídeos. O processo também é largamente utilizado na extração de óleos essenciais.

## Eficiência do método
A eficiência do método depende:
- Natureza do material a ser extraído
- Natureza e polaridade do solvente
- Ligação dos lipídeos com outros componentes
- Circulação do solvente através da amostra
- Tamanho das partículas
- Umidade da amostra
- Velocidade de refluxo
- Quantidade relativa de solvente

JENSEN, W.B. The Origin of the Soxhlet Extractor. Journal of Chemical Education
v.84 No. 12, p.1913, December 2007.
1. ↑  1